# Theodora Kroeber
Theodora Covel Kracaw Kroeber Quinn (Denver, 24 de março de 1897 – Berkeley, 4 de julho de 1979) foi uma escritora e antropóloga americana, mais conhecida por seus relatos de várias culturas nativas da Califórnia. Nascida em Denver, capital de Colorado, nos Estados Unidos, Kroeber cresceu na cidade mineira de Telluride, antes de se matricular na Universidade da Califórnia em Berkeley, para estudos de graduação e pós-graduação. Casada uma vez em 1921 e viúva em 1923, em 1926 casou-se com o antropólogo Alfred Louis Kroeber. Ela teve dois filhos com Kroeber e outros dois de seu primeiro casamento. Os Kroebers viajaram juntos para muitos dos locais de campo de Alfred, incluindo uma escavação arqueológica no Peru. Nove anos após a morte de Alfred em 1960, Theodora Kroeber casou-se com o artista John Quinn.
Kroeber começou a escrever profissionalmente no final de sua vida, depois que seus filhos cresceram. Ela lançou uma coleção de narrativas tradicionais nativas americanas traduzidas em 1959 e, em 1961, publicou Ishi in Two Worlds, um relato de Ishi, o último membro do povo Yahi do norte da Califórnia, com quem Alfred Kroeber fez amizade e estudou entre 1911 e 1916. Este volume vendeu amplamente e recebeu elogios de comentaristas por sua escrita. Kroeber publicou vários outros trabalhos em seus últimos anos de vida, incluindo uma colaboração com sua filha Ursula K. Le Guin e vários textos antropológicos. Ela trabalhou como regente da Universidade da Califórnia por um ano antes de sua morte em 1979.

## Início da vida, educação e primeiro casamento
Theodora Covel Kracaw nasceu em 24 de março de 1897, em Denver, Colorado, e morou lá por seus primeiros quatro anos. Ela cresceu na cidade mineira de Telluride, onde seus pais, Phebe Jane Kracaw (nascida Johnston) e Charles Emmett Kracaw, eram donos de uma loja geral. De acordo com sua família, a família de Charles eram imigrantes poloneses recentes que vieram para os Estados Unidos via Alemanha e Inglaterra, enquanto Phebe cresceu em Wyoming. Theodora era a caçula de três filhos de Cracóvia; ela tinha dois irmãos, cinco e dez anos mais velhos do que ela. Todas as crianças frequentaram escolas em Telluride. Os irmãos de Theodora se tornariam médicos. Theodora, que se descrevia como uma pessoa tímida e introvertida, diria mais tarde que sua infância foi feliz. Seu nome de família "Kracaw" a levou a ser apelidada de "Krakie" por seus amigos.
Kracaw se formou no colegial em 1915. No mesmo ano, sua família deixou o Colorado e mudou-se para Orland, Califórnia, já que a elevação mais baixa ali deveria beneficiar a saúde de seu pai. No entanto, seu pai sofreu contratempos em seus negócios e, enfrentando cegueira e tuberculose, cometeu suicídio em 1917. Kracaw matriculou-se na Universidade da Califórnia, Berkeley, em 1915. Ela considerou se especializar em economia e literatura inglesa antes de decidir sobre psicologia. Ela fez uma série de amigos ao longo da vida durante seus anos de graduação, incluindo Jean Macfarlane, cujo interesse pela psicologia levou Kracaw a selecionar essa disciplina para seu curso. Ela se formou cum laude em 1921, e começou a estudar na UC, em Berkeley. Sua tese de mestrado estudou dez famílias em São Francisco que tiveram vínculo com um juizado de menores. Ela se ofereceu como oficial de condicional e foi obrigada a conhecer e relatar as famílias que estava estudando. Mais tarde, ela escreveria que lutava para ser objetiva ao descrever sobre essas famílias. Kracaw recebeu seu mestrado em psicologia clínica em 1920.
Em julho de 1921, Kracaw casou-se com Clifton Spencer Brown, que estava na UC Berkeley para estudos de pós-graduação em Direito. Brown sofria de pneumonia que havia contraído na França durante a Primeira Guerra Mundial. Eles tiveram dois filhos, Clifton II e Theodore. O casal estava em Santa Fé quando Brown morreu em outubro de 1923. Theodora voltou para Berkeley, para a casa da mãe viúva de Brown, que a encorajou a voltar para a pós-graduação. Enquanto morava em Santa Fé, ela desenvolveu um interesse pela arte e cultura nativa americana, e decidiu estudar antropologia na UC Berkeley.

## Carreira na antropologia e segundo casamento
Tendo escolhido a antropologia, Theodora foi consultar Alfred Louis Kroeber, um importante antropólogo americano de sua geração e chefe do departamento de antropologia da UC Berkeley. Embora ela já tivesse tido aulas com o assistente de Alfred Kroeber, Thomas Waterman, esta foi a primeira vez que Theodora conheceu Alfred. Mais tarde, ela fez um seminário com ele e casou-se com ele em março de 1926. Alfred Kroeber, 21 anos mais velho que Theodora, também havia sido casado anteriormente: sua esposa havia morrido de tuberculose em 1913. Alfred adotou os dois filhos de Theodora, dando-lhes seu sobrenome. O casal teve mais dois filhos juntos, Karl e Ursula. Karl, Clifton e Theodore mais tarde se tornaram professores de inglês, história e psicologia, respectivamente, enquanto Ursula tornou-se conhecida como autora sob seu nome de casada Ursula K. Le Guin.
Em junho de 1926, os Kroeber deixaram seus filhos com a mãe de Theodora e fizeram uma viagem de campo de oito meses para uma escavação arqueológica no vale de Nazca, no Peru. Foi a primeira visita de Theodora a um sítio arqueológico. Enquanto estava lá, ela trabalhou no reconhecimento e catalogação de espécimes. Ela acompanharia Alfred em outra viagem ao Peru em 1942, e outras viagens estudando os povos Yurok e Mohave. Também em 1926, ela publicou seu primeiro trabalho acadêmico, um artigo examinando a análise de dados etnológicos, na revista American Anthropologist. Ao retornarem do Peru, Alfred encorajou Theodora a continuar trabalhando em seu doutorado, mas ela recusou, pois achava que tinha muitas responsabilidades. Mais tarde, ela diria que não tinha ambição "no sentido público de ambição". Quando não estavam viajando, os Kroeber passavam a maior parte do ano em uma grande casa de sequoia de frente para a baía de São Francisco, à qual Alfred era particularmente ligado: ambos viveriam na mesma casa até a morte. Eles passaram os verões em uma antiga casa de fazenda que haviam comprado no vale de Napa em um rancho de 40 acres chamado "Kishamish". Os amigos de Alfred entre os nativos americanos eram visitantes frequentes desta casa. Durante o ano acadêmico, Theodora manteve contato com os conhecidos acadêmicos de Alfred quando o casal os entreteve em sua casa em Berkeley.

## Carreira como escritora
Kroeber voltou a escrever a sério depois que seu marido se aposentou e seus filhos já estavam todos crescidos, aproximadamente na mesma época em que Ursula também começou a escrever profissionalmente. Entre 1955 e 1956, um ano que os Kroeber passaram na Universidade de Stanford, ela escreveu um romance sobre Telluride. Este artigo nunca foi publicado, mas ajudou-a a criar o hábito de escrever um pouco todos os dias. Em 1959, ano em que completou 62 anos, ela publicou The Inland Whale, uma releitura de lendas nativas americanas da Califórnia que ela havia selecionado na crença de que exibiam certa originalidade. Uma revisão deste volume afirmou que Kroeber havia tornado as lendas acessíveis ao público em geral, "traduzindo livremente em seu próprio estilo sensível, quase lírico".

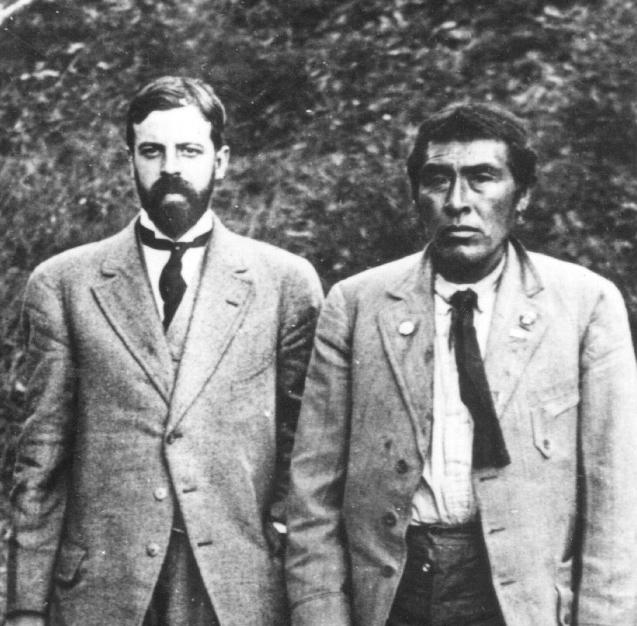
Alfred Kroeber e Ishi, foto de 1911

Kroeber passou os dois anos seguintes explorando a literatura sobre Ishi, o último membro conhecido do povo Yahi, que foi encontrado morrendo de fome em Oroville, Califórnia, em 1911. Ele foi levado para a UC Berkeley, onde foi formado e fez amizade com Alfred Kroeber e seus colegas. Ishi morreu de tuberculose em 1916, e Theodora se comprometeu a escrever um relato de sua vida, acreditando que Alfred não conseguiria fazê-lo. Ishi in Two Worlds foi publicado em 1961, um ano após a morte de Alfred. Kroeber achou o livro difícil de escrever por causa de seu material desafiador: relatava a destruição do povo Yahi por colonos brancos, além de muitos anos em que Ishi passou, em grande parte, vivendo na solidão. Ela lançou uma versão da história para crianças em 1964, que ela achou ainda mais difícil, enquanto lutava para apresentar a morte a um público amplamente protegido dela.
Ishi in Two Worlds tornou-se um sucesso imediato e estabeleceu a reputação de Kroeber para a escrita antropológica. Descrito como um clássico, foi traduzido para nove idiomas. Ele havia vendido meio milhão de cópias em 1976, e um milhão de cópias em 2001, quando ainda estava sendo impresso. Os críticos disseram que ela tinha talento para "nos tornar parte de uma vida da qual nunca participamos". Um comentário de 1979 descreveu-o como o livro mais lido sobre um assunto nativo americano, chamando-o de uma "história lindamente escrita" que era "evocativa da cultura Yahi". Um obituário de 1980 afirmou que Ishi in Two Worlds provavelmente foi lido por mais pessoas do que já havia lido as obras de Alfred Kroeber. O livro foi adaptado duas vezes para o cinema, como em Ishi: The Last of His Tribe em 1978, e The Last of His Tribe em 1992. Uma antologia sobre Ishi e seu relacionamento com Alfred Kroeber, coeditada pelos filhos de Kroeber, Karl e Clifton, foi lançada em 2003.
Kroeber publicou vários outros trabalhos nos anos que se seguiram, incluindo um conto e dois romances, além de seus escritos antropológicos. Após sua morte em 1960, Theodora escreveu uma biografia de seu marido intitulada Alfred Kroeber, A Personal Configuration, que foi publicada em 1970, sendo descrita como uma "biografia sensível com sua inimitável fraseologia e configuração de humor". Um obituário afirmou que esta biografia era um trabalho tão importante do ponto de vista de um antropólogo quanto Ishi in Two Worlds. Depois de completar a versão infantil de Ishi in Two Worlds, ela colaborou com Robert Heizer, antropólogo da UC Berkeley, para publicar dois relatos pictóricos de nativos americanos na Califórnia: Almost Ancestors, lançado em 1968, e Drawn from Life, lançado em 1976. Esses livros reuniram imagens de várias fontes com texto escrito por Kroeber. Ela também escreveu os prefácios de duas coleções de escritos de Alfred, publicadas em 1976 e 1989, e colaborou com sua filha em Tillai e Tylissos, uma coleção de poesia lançada em 1979.

## Velhice, problemas de saúde e morte
Em 1969, Kroeber casou-se com John Quinn, que trabalhava na época para o Sierra Club. Quinn tinha sido um dos editores de Almost Ancestors. Quinn, artista e psicoterapeuta, era várias décadas mais jovem que Kroeber. Ela refletiu sobre essa diferença de idade e o fato de ser muito mais jovem que seu segundo marido, em um ensaio de 1976. Quinn a encorajou a completar sua biografia de Alfred, com a qual ela estava tendo problemas quando conheceu Quinn. Dez anos depois, quando a saúde de Kroeber estava em declínio, Quinn a encorajou a escrever uma pequena autobiografia, que foi impressa em particular após sua morte.
Kroeber descreveu suas opiniões políticas como as de uma "liberal dos anos trinta". Ela foi uma defensora ao longo da vida do Partido Democrata e participou de manifestações pela paz em seus últimos anos de vida. Em 1977, ela foi oferecida uma posição no Conselho de Regentes da Universidade da Califórnia pelo governador da Califórnia Jerry Brown. Ela ocupou o cargo por um ano antes de renunciar, afirmando que o cargo a estava esgotando. Seu último ato nesse cargo foi enviar um memorando ao restante do conselho, desafiando o envolvimento da Universidade na pesquisa de armas nucleares e afirmando que o conselho tinha um "compromisso descarado [...] prática da guerra, da destruição humana e da terra". Em 4 de julho de 1979, ela morreu de câncer em sua casa em Berkeley.

## Obras publicadas
- The Inland Whale (em inglês). 1959. Indiana University Press, Bloomington.[20]
- Ishi in Two Worlds: a biography of the last wild Indian in North America (em inglês). 1961. Berkley Books.[20]
- Ishi, Last of His Tribe (em inglês). Illus. Ruth Robbins. 1964. Parnassus Press, Berkeley, California.[20]
- Almost Ancestors: The First Californians (em inglês). Kroeber and Robert F. Heizer. 1968. Sierra Club Books, San Francisco.[20]
- Alfred Kroeber: A Personal Configuration (em inglês). 1970. University of California Press, Berkeley.[20]
- Drawn from Life: California Indians in Pen and Brush (em inglês). Compiled by Kroeber, Robert F. Heizer and Albert B. Elsasser. 1976. Ballena Press, Socorro, New Mexico.[20]
- Ishi, the Last Yahi: A Documentary History (em inglês). Kroeber and Robert F. Heizer. 1979. University of California Press, Berkeley.[20]